# A cobra vai fumar

Cobra fumando, símbolo da FEB

A expressão "A cobra vai fumar" é um ditado popular brasileiro que significa algo difícil de ser realizado, e se acontecer, sérios problemas podem surgir. O ditado surgiu durante o inicio da Segunda Guerra Mundial, como uma provocação da Força Expedicionária Brasileira (FEB) aos mais pessimistas que diziam "é mais fácil uma cobra fumar do que o Brasil entrar na Guerra". Cerca de 25.000 homens da FEB foram enviados para combate na Itália, dos quais cerca de 450 homens não retornaram ao Brasil. A expressão tornou-se símbolo da FEB.

## Cultura popular

### Homenagem na Música
A banda de heavy metal Sabaton, da Suécia, cita a expressão, na canção Smoking Snakes. Em um trecho da música, cantado em português, é dito "Cobras fumantes, eterna é sua vitória". A música conta a história de três soldados brasileiros que, após se separar de seu batalhão, são atacados por soldados alemães no Norte da Itália durante a segunda guerra mundial, que estavam em número muito maior; ainda assim, os brasileiros não se renderam e lutaram até a morte.

## Galeria
|                                                    |                             |                                               |
| Embarque de primeiro escalão da FEB para a Itália. | Soldados da FEB em Nápoles. | Dwight D. Eisenhower e Mascarenhas de Moraes. |

|                                   |                             |
| Chegada da FEB ao Rio de Janeiro. | Chegada da FEB a São Paulo. |